# På en dag som i dag
|  | Denne artikel er oprettet af botten PalnaBot ud fra en ekstern database. Den kan derfor have sproglige fejl eller mangler. Denne skabelon kan fjernes efter kontrol af indholdet. |

På en dag som i dag er en kortfilm fra 2004 instrueret af Søren Balle efter manuskript af Søren Balle, Lærke Sanderhoff.

## Handling
Det bos store dag - bryllupsdagen. Morgenen bliver mere dramatisk en forventet, og bo indser at inden han kan gå op ad kirkegulvet må han frigøre sig fra sin dominerende mor og overvinde barndommens traume.